# Гликолипид
Гликолипидите са съединения, които съдържат един или повече монозахаридни остатъка, свързани чрез гликозидна връзка към хидрофобна част.
Срещат се в растенията и животните и отговарят за поддържането на стабилността на клетъчните мембрани и подпомагат клетъчното разпознаване, което е основна част от имунните им отговори. Позволява на клетките да се свързват една с друга, за да образуват тъкани в кожата на хората и в липидните слоеве на растенията.